# 兵庫県道28号上郡末広線
兵庫県道28号上郡末広線（ひょうごけんどう28ごう かみごおりすえひろせん）は、兵庫県赤穂郡上郡町から佐用郡佐用町を結ぶ主要地方道（兵庫県道）である。

## 概要

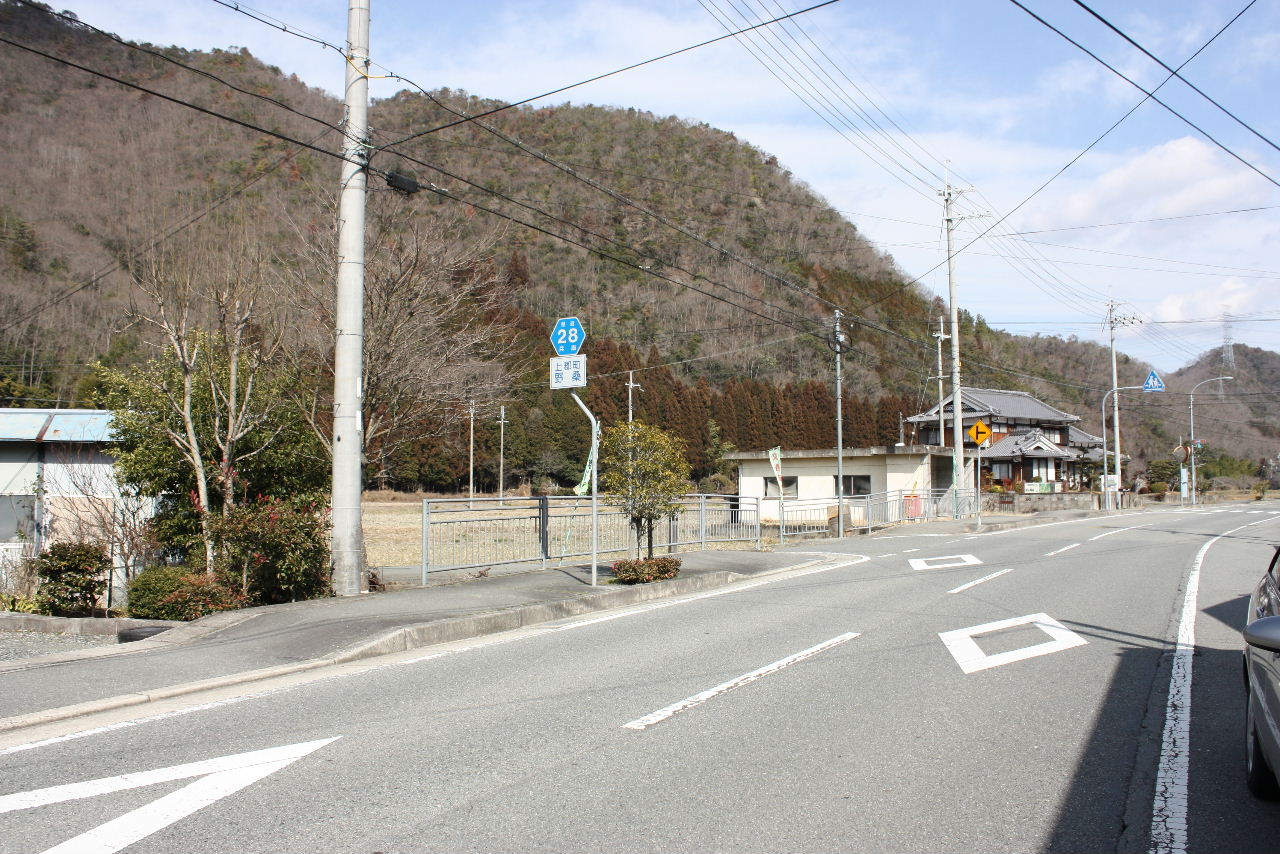
本道の標識
上郡町野桑

播磨科学公園都市を縦断する。

### 路線データ

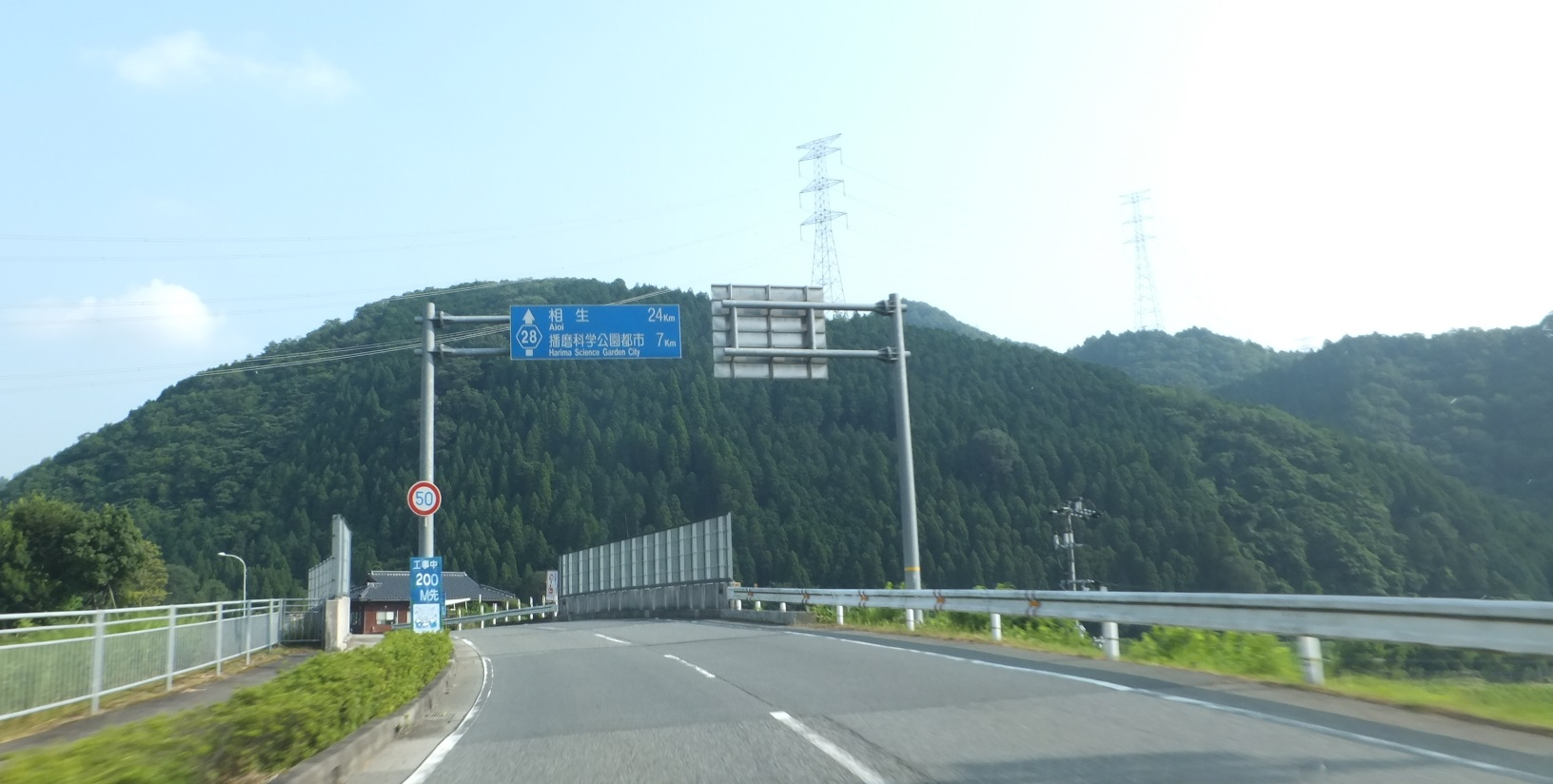
起点付近
佐用郡佐用町弦谷

- 起点：赤穂郡上郡町上郡（上郡橋東交差点）
- 終点：佐用郡佐用町末広（市ノ上交差点）
- 総延長：約25.492 km

## 歴史
1972年（昭和47年）3月1日時点で兵庫県道28号を名乗っていたのは、主要地方道村岡若桜線（現国道482号の一部）だった。1993年（平成5年）4月1日、国道482号昇格により旧兵庫県道28号は消滅する。
- 1993年（平成5年）
  - 5月11日 - 建設省から、県道下莇原上郡線の一部・県道千種上郡線の一部が上郡三日月線として主要地方道に指定される[1]。
  - 12月20日 - 県道上郡三日月線を認定、兵庫県道28号となる。
- 2006年（平成18年）4月1日 - 上郡末広線へ改称。

## 路線状況

### 重複区間
- 兵庫県道449号多賀相生線（上郡町野桑）

## 地理

### 通過する自治体
- 赤穂郡上郡町
- たつの市
- 佐用郡佐用町

### 交差する道路
| 交差する道路                                                       | 市町村名 | 市町村名 | 交差する場所 | 交差する場所          |
| ------------------------------------------------------------------ | -------- | -------- | ------------ | --------------------- |
| 国道373号 兵庫県道236号上郡停車場線                                | 赤穂郡   | 上郡町   | 上郡         | 上郡橋東交差点 / 起点 |
| 兵庫県道449号多賀相生線 重複区間起点                               | 赤穂郡   | 上郡町   | 野桑         |                       |
| 兵庫県道449号多賀相生線 重複区間終点 兵庫県道450号野桑有年停車場線 | 赤穂郡   | 上郡町   | 野桑         |                       |
| 兵庫県道44号相生宍粟線                                             | 赤穂郡   | 上郡町   | 光都2丁目    | テクノ中央交差点      |
| 国道179号                                                          | 佐用郡   | 佐用町   | 末広         | 市ノ上交差点 / 終点   |

### 沿線にある施設など
- 播磨科学公園都市

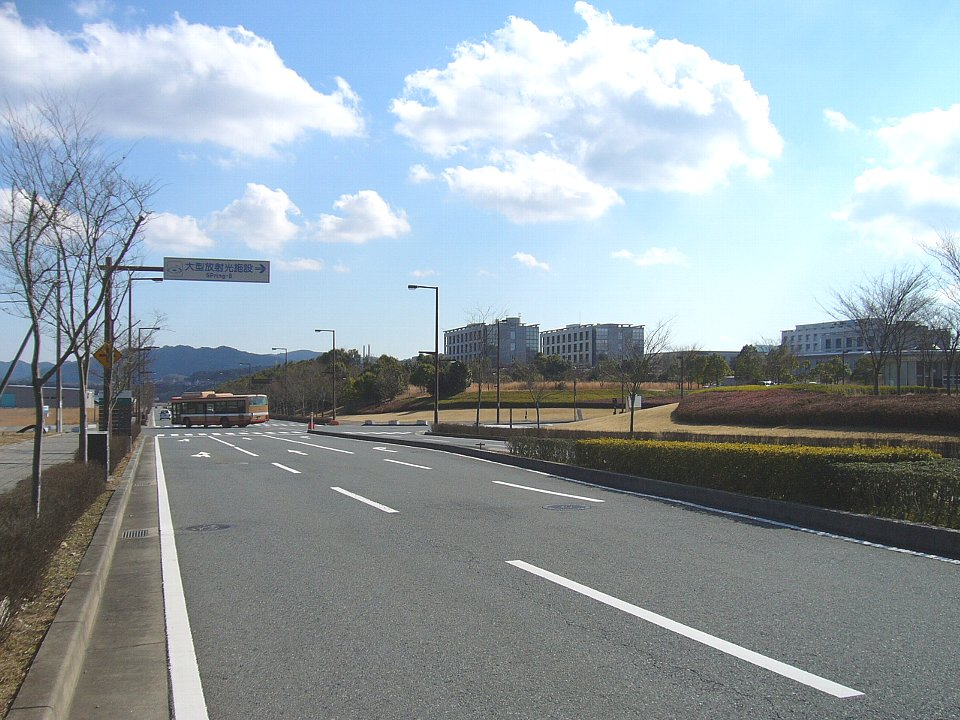
SPring-8付近